# Laurent Riboulet
Laurent Riboulet, född 18 april 1871, Lille, Frankrike, död 4 september 1960, var en fransk tennisspelare aktiv under 1890-talet.
Laurent Riboulet var en av de tidigaste franska pionjärerna inom tennisspelet. Under perioden 1893-95 nådde Riboulet två gånger finalen i de Franska mästerskapen (numera Franska öppna) som spelades för första gången 1891. Trots att tävlingarna bara var öppna för franska tennisspelare, tilläts även utlänningar delta, förutsatt att de var medlemmar i en fransk tennisklubb. Under de två första åren kom finalerna att spelas mellan franska och brittiska spelare, medan finalen 1893 blev den första helfranska. Laurent Riboulet mötte där 1892 års segrare, Jean Schopfer, som han besegrade (uppgift saknas om setsiffrorna). År 1895 nådde Riboulet åter finalen, som han förlorade mot landsmannen André Vacherot.

## Mästerskapstitlar
- Franska mästerskapen
  - Singel - 1893